# Morčata (román)
Morčata je román od spisovatele Ludvíka Vaculíka z roku 1970.

## Děj
Román pojednává o bankovním úředníkovi, který je v práci vystavován velkému tlaku a proto doma chová morčata, s kterými experimentuje a týrá je. Dílo poukazuje, kam až je člověk schopen zajít pod nátlakem: jak se společnost chová k nám, tak se chováme my k jiným.
Nápadný je kontrast mezi dějem (v podstatě jde o thriller) a použitými parodickými jazykovými prostředky, které zasahují i do syntaxe a lexika.

## Vydání
Kniha byla v roce 1970 vyřazena z edičního plánu nakladatelství Československý spisovatel. Poprvé vyšla v roce 1973 samizdatem jako první svazek Vaculíkovy edice Petlice. V roce 1977 ji vydalo exilové nakladatelství '68 Publishers. V Československu vyšla až v roce 1991. Kniha byla přeložena do angličtiny, francouzštiny a němčiny.